# Campeonato Mundial de Duplas de Snooker
O Campeonato Mundial de Duplas ou World Doubles Championship foi um torneio de snooker de duplas não pontuável para o ranking disputado de 1982 até 1987. O torneio também ficou conhecido como Hofmeister World Doubles (1982–1986) e Fosters World Doubles (1987) por razões de patrocínio.

## História
Criado para capitalizar a crescente popularidade do snooker na televisão, bem como para oferecer uma versão ligeiramente diferente do jogo, o evento foi inicialmente realizado no Crystal Palace National Recreation Center em Londres, patrocinado pela Courage Brewery [cervejaria inglesa] por meio de sua marca Hofmeister. 29 duplas entraram no evento, que foi disputada das oitavas de final em diante em Londres.
Devido ao baixo comparecimento do evento inaugural, ele foi transferido para o Derngate Center em Northampton. Em 1987 o patrocínio do evento passou para a marca Fosters, mas o contrato de patrocínio expirou no mesmo ano. No final da década de 1980, outros eventos mais significativos foram compondo o calendário do snooker e o torneio acabou sendo abandonado. Quatro dos seis torneios foram vencidos pela dupla Steve Davis e Tony Meo.

## Campeões
| Hofmeister World Doubles (1982–1986) | Hofmeister World Doubles (1982–1986) | Hofmeister World Doubles (1982–1986) | Hofmeister World Doubles (1982–1986) | Hofmeister World Doubles (1982–1986) | Hofmeister World Doubles (1982–1986) | Hofmeister World Doubles (1982–1986) | Hofmeister World Doubles (1982–1986) |
| ------------------------------------ | ------------------------------------ | ------------------------------------ | ------------------------------------ | ------------------------------------ | ------------------------------------ | ------------------------------------ | ------------------------------------ |
| Ano                                  | Local                                | Campeões                             | Vice-campeões                        | Placar                               | Ref.                                 |                                      |                                      |
| 1982                                 | Londres                              | Steve Davis & Tony Meo               | Terry Griffiths & Doug Mountjoy      | 13–2                                 | [ 1 ] [ 2 ]                          |                                      |                                      |
| 1983                                 | Northampton                          | Steve Davis & Tony Meo               | Tony Knowles & Jimmy White           | 10–2                                 | [ 1 ] [ 3 ]                          |                                      |                                      |
| 1984                                 | Northampton                          | Alex Higgins & Jimmy White           | Cliff Thorburn & Willie Thorne       | 10–2                                 | [ 1 ]                                |                                      |                                      |
| 1985                                 | Northampton                          | Steve Davis & Tony Meo               | Tony Jones & Ray Reardon             | 12–5                                 | [ 1 ] [ 4 ]                          |                                      |                                      |
| 1986                                 | Northampton                          | Steve Davis & Tony Meo               | Mike Hallett & Stephen Hendry        | 12–3                                 | [ 1 ] [ 5 ]                          |                                      |                                      |
| Fosters World Doubles (1987)         |                                      |                                      |                                      |                                      |                                      |                                      |                                      |
| Ano                                  | Local                                | Campeões                             | Vice-campeões                        | Placar                               | Ref.                                 |                                      |                                      |
| 1987                                 | Northampton                          | Mike Hallett & Stephen Hendry        | Cliff Thorburn & Dennis Taylor       | 12–8                                 | [ 1 ]                                |                                      |                                      |